# Stratford Tony
Stratford Tony, anche noto come Stratford Toney,  è un piccolo villaggio e una parrocchia civile della contea del Wiltshire che si trova a 4 miglia a sud-ovest di Salisbury Sud Ovest dell'Inghilterra, Regno Unito.

## Geografia

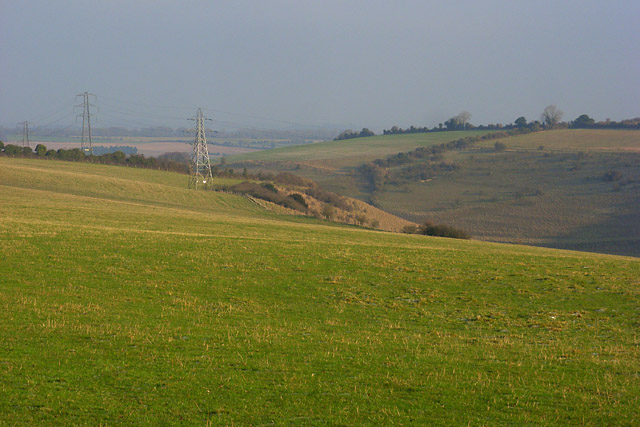
Stratford Tony Down

Il territorio di Stratford Tony è attraversato dal fiume Ebble, un ramo del fiume Avon. Il suo centro abitato si trova a circa un miglio a ovest della strada da Salisbury a Dorchester, vicino al confine dell'antica Icknield Street. Il borgo è circondata da colline calcaree. A sud si trova l'area di Stratford Toney Down, un sito di speciale interesse scientifico.

## Storia
Stratford Tony, dopo l'arrivo dei normanni, fu uno degli otto feudi nei quali fu divisa la valle di Chalke fu divisa in otto feudi che furono concessi ai nuovi signori normanni. Venne registrato come un piccolo centro abitato già nel Domesday Book del 1086 con una tenuta, con 28 famiglie residenti e due mulini, appartenenti al conte Aubrey di Coucy. Il villaggio è stato anche conosciuto come Stratford St Anthony e Toney Stratford. In passato lungo la sua strada principale venivano condotti bovini e altri animali da Shaftesbury ai mercati di Salisbury e oltre. Stratford Tony probabilmente aveva una popolazione di circa cento persone fino al XIX secolo che in seguito sono diminuite. la prima parte del nome del villaggio deriva dalla strada romana o "Strat" che da Old Sarum a Blanford attraversa il fiume Ebble tramite un guado nelle vicinanze. La seconda parte del nome deriva da Ralph de Toni, portabandiera di Guglielmo il Conquistatore alla battaglia di Hastings nel 1066, a cui fu dato il maniero di Stratford.

## Monumenti e luoghi d'interesse

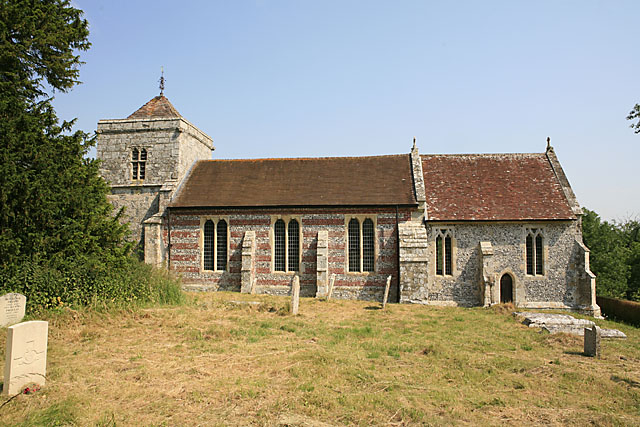
Chiesa di Santa Maria e San Lorenzo

Nel territorio di Stratford Tony sono presenti alcuni edifici e luoghi d'interesse, tra i quali:
- Chiesa di Santa Maria e San Lorenzo. Si trova al centro del villaggio di Stratford Tony. Si pensa che la chiesa sorga sulle fondamenta di una chiesa precedente. Il presbiterio è del XIV secolo, con eleganti finestre. Nella parete sud c'è una piscina di marmo di Purbeck che, come il fonte battesimale del XIII secolo, si pensa faccia parte dell'edificio precedente. L'arco della torre e il portico risalgono a circa il 1500. Ci sono due campane nella torre realizzate da John Lott di Warminster e Clement Tosier di Salisbury. Sebbene ci fosse una terza campana di John Wallis di Salisbury, questa fu spostata a Coombe Bissett per sostituire una campana incrinata, sempre di Wallis. Si pensa che la navata sia di nuovo su una vecchia fondazione ed è post-medievale. Il muro sud fu ricostruito a metà del XVIII secolo e il muro nord fu ricostruito più tardi nello stesso secolo. Appartiene alla diocesi di Salisbury e dal 23 marzo 1960 è un monumento classificato di primo grado.[5][6][7][8]
- Stratford Toney Down. Si tratta di un sito biologico di speciale interesse naturalistico notificato nel 1987. Conserva una prateria con substrato calcareo ricca di flora e fauna, alcune specie sono importanti a livello nazionale.[9]